# Cathédrale Notre-Dame de N'Djaména
Cette  cathédrale n’est pas la seule cathédrale Notre-Dame.
La cathédrale Notre-Dame de la Paix de N'Djaména est la cathédrale catholique de N'Djamena, siège de l'archidiocèse de N'Djaména au Tchad. Elle est située proche de l'avenue Charles-de-Gaulle et de l'avenue Félix-Éboué.

## Histoire

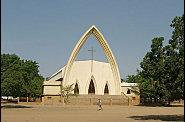
Cathédrale Notre-Dame de la Paix de N'Djaména (Tchad) en 2013

Elle a été construite et inaugurée en 1965, puis détruite le 21 avril 1980, pendant la guerre civile. En effet, la ville a subi de lourdes destructions en 1979 et surtout en 1980 au moment de ce conflit communément appelée la guerre de Tizah chuhur.
L'édifice actuel, qui reprend l'essentiel des anciennes structures, a été reconstruit de 1983[réf. souhaitée] à 1986.
Unibat International remplaça la toiture détruite dans un incendie, par une coque tridimensionnelle couverte par Batex en panneaux sandwichs, suffisamment légère pour minimiser les efforts sur la superstructure en béton fragilisée par le feu, et d'un transport aisé dans des régions d'accès difficile.
Jean-Paul II y est venu en 1990.
Elle doit faire face à un projet de destruction en 2009, semble-t-il dû à sa proximité avec le Palais présidentiel. Toutefois, grâce à une nouvelle décision, simultanément à la construction de la future basilique de N'Djaména, des travaux de restauration commenceront  mi-avril 2013 pour une durée de douze mois, pour un coût estimé à sept milliards deux cents millions FCFA,.

## Caractéristiques
Elle s'inscrit dans un rectangle au sol de 52 mètres par 20 mètres, pour une hauteur de 55 mètres.